# Josep Cortils i Vieta
Josep Cortils i Vieta (Blanes, Selva, 7 de febrer de 1839-1898) va ésser un propietari i escriptor que amb 14 anys, emigrà a Cuba on el seu pare va morir ofegat i després d'acumular el capital que considerà necessari per a viure de renda, tornà a Blanes (1875) per a dedicar-se al conreu de la literatura de creació i als estudis històrics relacionats amb la seua vila natal.
Fou el mestre literari d'un grup de joves lletraferits i amic personal de Joaquim Ruyra. Va escriure Ethologia de Blanes (Barcelona, 1886) i Història de Blanes des del segle xiv fins als nostres dies (que no finalitzà), ultra diversos estudis sobre costums, institucions i personatges de Blanes.
Part de la seua obra aparegué en publicacions periòdiques com Revista de Gerona, La Veu de Montserrat, La Veu de Catalunya, Miscelànea Folk-lórica, L'Arch de Sant Martí i La Renaixensa, de la qual fou el corresponsal de Blanes.
Col·laborà, també, en altres publicacions i fou un dels fundadors del setmanari La Costa de Llevant.
S'adherí al Primer Congrés Catalanista (1880), signà el Manifest a la Reina Regent (1888) i en la Unió Catalanista fou vocal de la Junta Permanent que va presidir l'Assemblea de Balaguer (1894) i delegat a les Assemblees de Manresa (1892), Reus (1893) i Olot (1895).